# هانس جراف
هانس جراف (بالألمانية: Hans Graf)‏ هو ملحن وعازف بيانو نمساوي، ولد في 16 مارس 1928 في فيينا في النمسا، وتوفي بنفس المكان في 9 يناير 1994.